# 伸展马蹄吸虫
伸展马蹄吸虫（学名：Maritrema patulus）为微茎科马蹄属的动物。分布于墨西哥以及中国大陆的广东湛江、广西壮族自治区北海市等地，营寄生生活，宿主Tringa solitaria、Charadrius w nilsonia，寄生在肠部。